# Le Passager (mini-série)
Pour les articles homonymes, voir Le Passager.
Le Passager est une mini-série française en six épisodes de 52 minutes, adaptée du roman homonyme de Jean-Christophe Grangé par le romancier lui-même, et diffusée du 6 au 20 novembre 2015 sur France 2.

## Synopsis
Mathias Freire, psychiatre, et Anaïs Chatelet, capitaine à la brigade criminelle, sont amenés à travailler ensemble sur une série de crimes inspirés de la mythologie grecque. Mathias s'occupe d'un homme retrouvé près d'une scène de crime et qui a perdu la mémoire du jour au lendemain. Peu à peu, il se reconnait en son patient et commence à se poser des questions. Serait-il lui aussi atteint de troubles de la mémoire, victime d'une fugue psychique ? Il se met sur la piste de son identité.

### Fiche technique
- Titre original français : Le Passager
- Réalisation : Jérôme Cornuau
- Scénario : Jean-Christophe Grangé, d'après son roman Le Passager (2011)
- Décors : Denis Mercier
- Costumes : Fabienne Katany
- Photographie : Stéphane Cami
- Montage : Brian Schmitt, Vincent Zuffranieri, Emmanuelle Mimran
- Musique : Olivier Florio
- Casting : Christophe Moulin
- Production : Thomas Anargyros et Édouard de Vésinne
- Sociétés de production : EuropaCorp Télévision, en coproduction avec Euro Media France, avec la participation de France Télévisions
- Sociétés de distribution : France Télévisions Distribution
- Pays : France
- Langue : français
- Format : 16/9 - couleur
- Genre : Thriller, Policier
- Durée : 312 minutes (6 x 52 minutes)

## Distribution
- Jean-Hugues Anglade : le Dr Mathias Freire, psychiatre
- Raphaëlle Agogué : le capitaine Anaïs Chatelet, police de Bordeaux
- Michaël Cohen : Le Coz, collègue d'Anaïs Chatelet (épisodes 1-4 et 6)
- Hocine Choutri : Jaffar, collègue d'Anaïs Chatelet (épisodes 1-4 et 6)
- Didier Flamand : Jean-Claude Châtelet, père d'Anaïs Chatelet (épisodes 1-5)
- Slimane Yefsah : Abdellatif Dimoun, police scientifique (épisodes 1-2 et 4-5)
- Mathieu Simonet : Peyrenaud (épisodes 1-3 et 5)
- Marie Guillard : le commissaire Deversat, police de Bordeaux (épisodes 1-3)
- Michaël Abiteboul : le capitaine Crosnier, police de Marseille (épisodes 2-4)
- Jean-Claude Dauphin : le général Garsac (épisodes 2-3 et 5-6)
- Serge Riaboukine : le commandant Solinas, police de Paris (épisodes 4-6)
- Jacques Weber : le Dr Jean-Pierre Toinin (épisode 6)

## Épisodes
1. Minotaure
2. Prométhée
3. Icare
4. Ouranos
5. Œdipe
6. Orphée

## Production

### Développement
Le projet d'adapter le roman Le Passager  (2011) de Jean-Christophe Grangé en série télévisée pour France 2 est dévoilé par EuropaCorp Télévision fin 2012, en même temps qu'une autre adaptation du même romancier, Le Vol des cigognes, pour Canal+. C'est l'auteur lui-même qui se charge d'écrire le scénario, aidé par le fait que son roman est déjà structuré en plusieurs épisodes. Il travaille de concert avec le réalisateur Jérôme Cornuau et l'acteur principal Jean-Hugues Anglade.
Le projet n'a pas été pensé comme la première saison d'une série télévisée, cependant la fin de la mini-série laisse une porte ouverte pour une suite. Mais la diffusion de la mini-série près de deux ans après son tournage témoigne du peu d'enthousiasme de la chaîne.
Le tournage de la série s'étend de la mi-juillet à septembre 2013. Le tournage est réalisé à Bordeaux (gare Saint-Jean et son quartier...), Marseille (Palais de justice...) et Paris.

## Accueil

### Audiences
Les deux premiers épisodes de la série attirent 3,7 millions de téléspectateurs, soit 15,1 % de parts de marché, se plaçant en deuxième position des programmes de la soirée. Les deux épisodes suivants sont regardés par 3,3 millions de téléspectateurs, soit 13,6 % de parts de marché, et descendent en troisième position des programmes de la soirée. Les deux derniers épisodes sont suivis par 3,28 millions de téléspectateurs, soit 13,7 % de parts de marché, restant en troisième position des programmes de la soirée.

### Réception critique
Pour Télé-Loisirs, la série est une adaptation réussie. Les interprètes sont « aussi convaincants qu'attachants ».
Pour Daily Mars, « la richesse de l'univers de Grangé reste bien exploitée » et la série monte en puissance au fur et à mesure. Il y a cependant quelques défauts comme le fait de « surligner grossièrement certaines infos plutôt que de les distiller ».
Pour Télérama, l'intrigue possède des invraisemblances et « les dialogues multiplient les répliques à l'humour bourrin ». Mais la réalisation est stylisée et l'atmosphère visuelle « tranche avec le tout-venant des soirées polar de France 2 ». De plus, la mécanique narrative accroche le téléspectateur qui reviendra voir les épisodes suivants.

### Prix
- Festival Séries Mania 2014 : Meilleure interprétation masculine pour Jean-Hugues Anglade

## Produits dérivés

### Sorties en DVD et Blu-ray
Le coffret DVD et le coffret Blu-ray sortent le 2 décembre 2015,.